# Локальная топологическая группа
Локальная топологическая группа — топологическое пространство, в котором заданы непрерывные операции умножения и взятия обратного элемента, удовлетворяющие аксиомам группы, но, в отличие от топологической группы, определённые лишь в некоторой окрестности единицы. Примером локально топологической группы является любая топологическая группа.

## Определение
Локальной топологической группой называется система {\displaystyle (G,e,W,V,m,i)}, где {\displaystyle G} — топологическое пространство, {\displaystyle e} — некоторый его элемент, {\displaystyle W} и {\displaystyle V} — открытые подмножества в {\displaystyle G\times G} и {\displaystyle G} соответственно, {\displaystyle e\in V}, {\displaystyle m\colon W\to G} — непрерывная операция умножения (обычно обозначают {\displaystyle m(a,b)=ab}), {\displaystyle i\colon V\to G} — непрерывная операция нахождения обратного элемента (обычно обозначают {\displaystyle i(a)=a^{-1}}), если выполнены следующие условия:
1. Для любых элементов {\displaystyle a,b,c\in G}, для которых определены произведения {\displaystyle ab,bc,(ab)c,a(bc)}, выполнено {\displaystyle (ab)c=a(bc)}.
2. Для любого элемента {\displaystyle a\in G} произведения {\displaystyle ae,ea} определены и равны {\displaystyle a}.
3. Для любого элемента {\displaystyle a\in G} произведения {\displaystyle aa^{-1},a^{-1}a} определены и равны {\displaystyle e}.

## Примеры
Каждая топологическая группа (а также любая её окрестность единицы) является локальной топологической группой.